# Friedrich V. von Walsee

Stammwappen derer von Walsee

Friedrich V. von Walsee (* vor 1360; † 1408), aus dem Ministerialengeschlecht der Walseer, Gefolgsmann von Herzog Leopold IV. von Habsburg, war 1403–1405 Landmarschall von Niederösterreich.

## Name

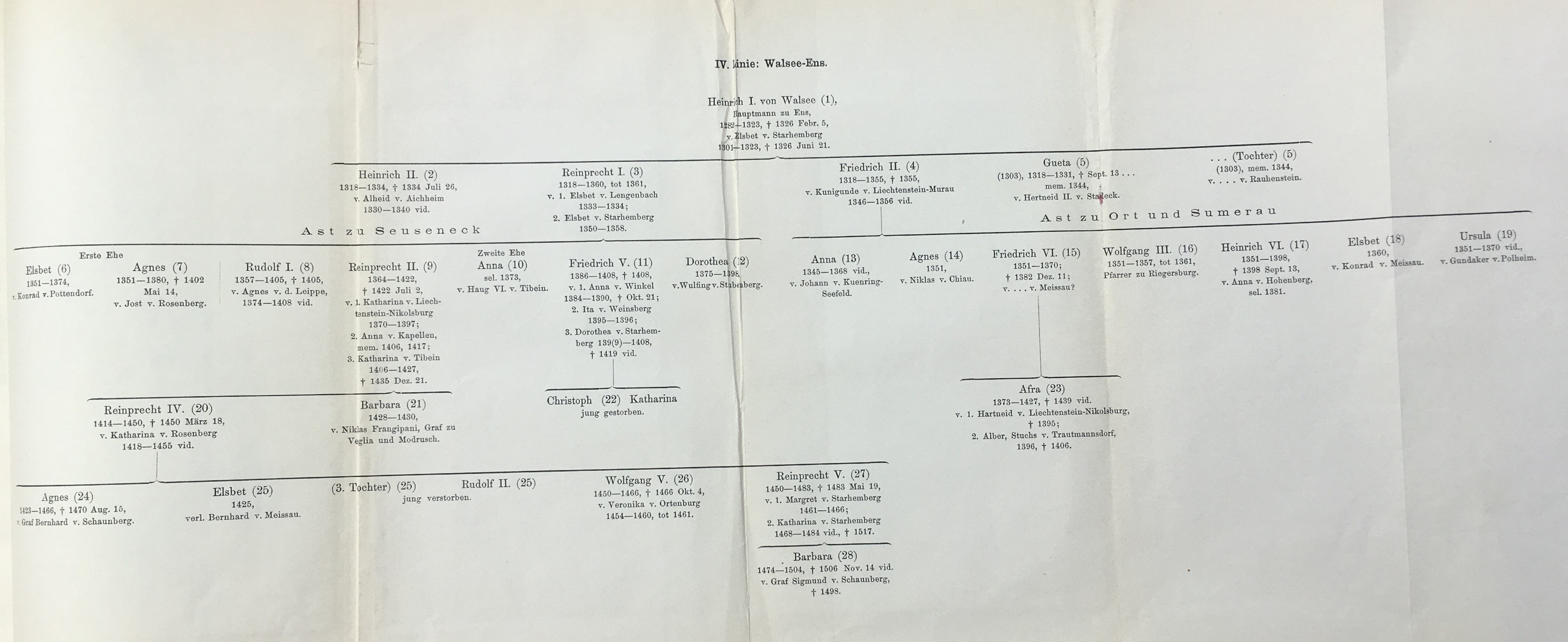
Linie Walsee-Ens mit Friedrich V. und Friedrich VI. (3. Reihe, 6. und 10. von links)

Die Cousins Friedrich V. und Friedrich VI. von Walsee werden gelegentlich verwechselt. Friedrich V. war der jüngste Sohn von Reinprecht I. von Walsee, Friedrich VI. hingegen der älteste Sohn von Reinprechts jüngerem Bruder Friedrich II. von Walsee. Auf Grund der Altersreihenfolge der beiden Väter erhielt der erst im Jahr 1408 verstorbene Cousin von der Geschichtsschreibung die Nummer V., während der schon 1372 verstorbene Cousin die Nummer VI. trägt. Das führte auch dazu, dass Friedrich VI. von Walsee bereits ab 1367 Landmarschall von Niederösterreich war, während der niedriger nummerierte Friedrich V. von Walsee dieses Amt erst 1403–1405 innehatte.

## Leben
Friedrich V. weilte bereits im Frühling 1391 nach Burgund, um die sich hinziehende Vermählung seines Herzogs Leopold mit Katharina, der Tochter Herzog Philipps von Burgund, weiter zu treiben. An der Spitze einer glänzenden Gesandtschaft konnte er in Dijon am 5. Mai 1392 als Bürge die Ehepakten unterzeichnen, Katharina übersiedelte schließlich im September 1393 nach Österreich. Friedrich V. blieb im Amt des Hofmeisters bis zum Sommer 1395 in Vorderösterreich tätig. Von dort führte er seine zweite Ehefrau Ita, die Tochter des habsburgischen Landvogtes Engelhard von Weinsberg, nach Österreich heim, wo sie im Juli 1395 in Baden bei Wien heirateten.
Am 6. Februar 1403 wurde Friedrich V. zum Landmarschall in Österreich ernannt. Seine wichtigste Aufgabe war es, die häufigen Einfälle von böhmisch-mährischen Raubscharen einzudämmen. Ab Ende Mai 1404 gingen Friedrich V., Reinprecht II. von Walsee, Herzog Albrecht IV. und König Sigismund gemeinsam gegen die mährischen Freibeuter bei Znojmo vor. Bei der Belagerung von Znaim brach allerdings die Ruhr aus, Herzog Albrecht IV. starb nach einer Gewaltkur seines Arztes am 14. September 1404 auf dem Rückweg nach Wien.
Nach dem Tod von Herzog Wilhelm im Jahr 1406 setzten sich Friedrich V. und Reinprecht II. tatkräftig für die Rechte des minderjährigen Albrecht V. ein.

## Besitzungen
Herzog Albrecht verpfändete am 7. Oktober 1374 den Brüdern Rudolf I., Reinprecht II. und Friedrich V. die Burg zu Steier, wobei Rudolf und Friedrich am 28. Oktober 1379 ihren Teil der Pfandschaft gänzlich an Reinprecht II. weitergaben. Friedrichs erste Gattin Anna von Winkel († 1389) erbte die Festen Asparn an der Zaya und Rauheneck bei Baden. In Folge erwarb Friedrich V. die Feste Straneck (Stronegg), Stronsdorf, Wulzeshofen und Reinthal von Georg von Walsee-Linz.